# اون جان‌آکایت
اِوِن جان‌آکایت (انگلیسی: Evan Jonigkeit؛ تلفظ: "John-a-kite",؛ زادهٔ ۲۵ اوت ۱۹۸۳) هنرپیشه اهل ایالات متحده آمریکا است. وی از سال ۲۰۱۲ میلادی تاکنون مشغول فعالیت بوده‌است.
از فیلم‌ها یا برنامه‌های تلویزیونی که وی در آن نقش داشته است می‌توان به مردان ایکس: روزهای گذشته آینده، تاماهاوک استخوانی، ویسکی تانگو فاکسترات، تلولا، همسر خوب و دختران اشاره کرد.